# 加古川市立志方西小学校
加古川市立志方西小学校（かこがわしりつ しかたにししょうがっこう）は、兵庫県加古川市志方町にある市立小学校である。

## 概要
加古川市立志方西小学校は、加古川市志方町の設置されている小学校の一校である。

## 沿革

### 経緯
志方西小学校は、1893年（明治26年）、西志方尋常小学校として設立された。その後、1909年（明治42年）に高等科を併置し、西志方尋常高等小学校に改称した。第二次世界大戦降伏後の学制改革によって、西志方村立志方西小学校となり、1979年、現行名の加古川市立志方西小学校となった。

### 年表
- 1893年4月1日 - 西志方尋常小学校開設
- 1895年12月8日 - 開校式を挙行
- 1909年4月 - 高等科を併置し、西志方尋常高等小学校と改称
- 1920年4月 - 農業補習学校を設置
- 1941年4月 - 西志方村立西志方国民学校と改称
- 1947年4月 - 西志方村立西志方小学校と改称、高等科廃止
- 1954年8月 - 志方町設置により、志方町立志方西小学校と改称
- 1967年11月 - 開校記念日を12月8日に制定
- 1969年7月 -  校歌制定
- 1973年2月 - 完全給食実施
- 1979年2月 - 加古川市への編入合併により、加古川市立志方西小学校と改称
- 1983年11月 - 第1回兵庫花と緑のコンクール最優秀賞受賞
- 1986年2月 - 校訓碑設置
- 1991年
  - 3月 - 新校舎完成移転
  - 5月 - 教委指定体験学習推進校
- 1992年10月 - 郵政省手紙作文コンクール優良学校賞受賞
- 1993年5月 - 兵庫県教育研究グループ奨励事業受託
- 1998年
  - 3月 - 科学技術庁加古川市地殻活動観測施設設置
  - 11月 - 第1回志方西小学校区ふれあいフェスティバル開催
- 2011年4月 - 学校支援ボランティア「高御位会」発足

## 教育目標
豊かな心を持ち、自ら学び、ともに生きる子の育成

## 学校行事
| - 4月 入学式 始業式 - 5月 運動会 - 6月 トライやるウィーク | - 7月 終業式 - 8月 志方西まつり - 9月 始業式 | - 10月 ふれあい音楽会 - 11月 修学旅行・連合音楽会 - 12月 終業式 | - 1月 始業式 - 2月 管楽器交歓演奏会 - 3月 卒業式 修了式 |

## 通学区域
- 加古川市[1]
  - 志方町西中178-1
  - 志方町永室
  - 志方町西牧
  - 志方町山中
  - 志方町原
  - 志方町成井
  - 志方町西山
  - 志方町横大路（1～68、70〜84を除く）

## 進学先中学校
- 加古川市立志方中学校

## 交通
- JR西日本山陽本線宝殿駅から徒歩50分

## 通学区域が隣接している学校
- 加古川市立志方東小学校
- 加古川市立志方小学校
- 加古川市立西神吉小学校
- 高砂市立阿弥陀小学校
- 姫路市立別所小学校
- 姫路市立谷外小学校
- 姫路市立谷内小学校

## 出身者
- 旭堂南海 - 上方講談師